# Futebol Clube do Crato
El FC Crato es un equipo de fútbol de Portugal que milita en la Primera División de Portalegre, la cuarta categoría de fútbol en el país.

## Historia
Fue fundado en el año 1950 en la localidad de Crato y han sido un equipo aficionado durante toda su historia, logrando llegar a competir a nivel nacional por primera vez en la temporada 2015/16 luego de que consiguieran ganar el título de la liga regional en la temporada 2014/15.

## Palmarés
- Primera División de Portalegre: 1

2014/15

## Jugadores

### Jugadores destacados
- Guido Abayián